# Hugh Percy (obispo)
Hugh Percy (29 de enero de 1784 - 5 de febrero de 1856) fue un obispo anglicano que sirvió en Rochester (1827) y Carlisle (1827 - 1856).

## Biografía
Percy nació en Londres del matrimonio formado por Algernon e Isabella Percy, condes de Beverley; siendo esta hija de Peter Burell y hermana de Peter Burrel, I barón Gwydyr, Elizabeth Hamilton, duquesa de Hamilton, y Frances Percy, también tía paterna de Hugh por su matrimonio con el II duque de Northumberland.
Fue educando de Eton College y St John's College, Cambridge, se graduó en 1805, y se doctoró en teología en 1825. En 1834, fue admitido en la Universidad de Oxford ad eundem.
Tras tomar los hábitos, el 19 de mayo de 1806, se casó con Mary, hija mayor de Charles Manners-Sutton, arzobispo de Canterbury, quien le dio los títulos de párroco y obispo de Kent. En 1810, se convirtió en canciller de Exter, ocupando el puesto hasta 1816; mientras que el 21 de diciembre de 1812 también se le nombró canciller canónico de la catedral de Salisbury. En 1816, su suegro le otorgó un puesto prebendal en la catedral de Canterbury y una posición de por vida en la catedral de San Pablo. En 1822 fue nombrado archidecano de Canterbury, y ascendió al decanato a la muerte de Gerrad Andrewes en 1825, Dos años después, el 15 de julio de 1827, sucedió al difunto Walker King como obispo de Rochester; tras unos meses, fue trasladado a Carlisle para reemplazar al recién fallecido Samuel Goodenough, cuyo puesto ocupó hasta su fallecimiento.
En 1838, estableció una sociedad clerical de ayuda, y en 1855 una sociedad diocesana de educación. Mandó remodelar Rose Castle, sede episcopal de Carlisle a Thomas Rickman, quien remodeló la residencia en su totalidad; la mayor parte del costo corrió a cargo de las arcas episcopales, pero el obispo pagó de sus ingresos los jardines, alrededores y dependencias exteriores. Un jardín de rosas fue ideado por Sir Joseph Paxton, quien remodeló los jardines. El obispo era aficionado a la vida rural, y conducía sus caballos él mismo cuando acudía a Londres para asistir a la Cámara de los Lores. Murió en Rose Castle y fue enterrado en el cementerio municipal de Darlton.

## Familia
Su primera esposa, Mary Manners-Sutton, quien le dio tres hijos y ocho hijas, murió en septiembre de 1831. Percy se volvió a casar en febrero de 1840 con Mary, hija del vicealmirante William James Hope-Johnstone. Su hijo mayor, Algernon, mayor en la guardia de Shropshire, se casó con Emily, hija del obispo Reginald Heber y heredera del parlamentario Richard Herber; por esto Algernon tomó el apellido Herber-Percy, bajo licencia real de 1847, tras herederar Hodnet y Airmyn. Su segundo hijo, Henry Percy, también párroco anglicano, se convirtió en rector de Leasingham). Una de sus hijas, Gertrude, se casó con  William Amherst, II conde Amherst.